# Paracrangon australis
Paracrangon australis is een garnalensoort uit de familie van de Crangonidae. De wetenschappelijke naam van de soort is voor het eerst geldig gepubliceerd in 1999 door Hanamura, Wadley & Taylor.